# Igor Vlajnić
Igor Vlajnić (Osijek, 31. ožujka 1984.) dirigent, operni pjevač i profesionalni glazbenik iz Rijeke.

## Životopis
Igor Vlajnić rođen je 31.03.1984. godine u Osijeku. Pohađao je Osnovnu školu "Vladimira Becića" u Osijeku i Glazbenu školu Franje Kuhača. Krajem 80-ih godina prošlog stoljeća uključuje se u prvi sastav dječjeg zbora "Osječki zumbići" iz Osijeka, a kasnije i VS "Brevis". Kao učenik glazbene škole i navedenih zborova ostvario je brojne nastupe i snimio 4 nosača zvuka.
Srednjoškolsko obrazovanje uključuje 2. Gimnaziju u Osijeku  Arhivirana inačica izvorne stranice od 17. kolovoza 2018. (Wayback Machine) i već spomenutu glazbenu školu nakon čega, kao posebno nadareni student upisuje studij dirigiranja na Visokoj školi za glazbenu umjetnost "Ino Mirković" u Lovranu. Studij dirigiranja na Odsjeku za kompoziciju i dirigiranje u klasi prof. Miroslava Homena završava 2004. godine.
Prvo zaposlenje ostvaruje u Glazbenoj školi "Mirković" u Opatiji, a kasnije postaje dirigent i zborovođa u Hrvatskom narodnom kazalištu Ivana pl. Zajca u Rijeci. gdje radi i danas.
Trenutno je i umjetnički voditelj i dirigent Mješovitog pjevačkog zbora KUU "Jeka Primorja" iz Rijeke, voditelj programa Riječkog kazališta mladih "Kamov", a vlasnik je i direktor društva "Centar za glazbu" iz Rijeke.
Nastupao je u Srbiji, Sloveniji, Italiji, BiH, Austriji, Belgiji, Njemačkoj, Francuskoj, Izraelu, Kini, Bugarskoj, Makedoniji, Portugalu, Španjolskoj, Češkoj, Slovačkoj, SAD-u, Nigeriji, Kubi i Južnoj Africi. Kao dirigent nastupio je u izvedbama više od 20 opernih naslova, desetak baleta i velikom broj drugih glazbenih formi i različitih stilova. 

## Obrazovanje
Doktorska škola Sveučilišta J. J. Strossmayera u Osijeku (Poslijediplomski interdisciplinarni sveučilišni studij Kulturologije - Menadžment u kulturi, umjetnosti i obrazovanju), 2018.- danas
Muzička akademija Zagreb (pjevanje), 2013.- danas (očekivani završetak: 2018.)
Visoka škola za glazbenu umjetnost „Ino Mirković“, Lovran (dirigiranje), 2001. – 2004. (VSS VII/1 2004., magistar muzike 2016.)

#### Dodatno obrazovanje
Ekonomski fakultet Sveučilišta u Rijeci (Razlikovni program za diplomski studij), 2018.
Harvard Business School, Boston USA (Credential of Readiness – CORe program – Financial accounting, Business analytics, Economy for managers), 2016.
World Bank Group MOOC (Risk & Opportunity Statement of accomplishment), 2016
University of Virginia – Darden school of business (Project Management Certificate, Business strategy Specialization), 2015. – 2016.
Case Western Reserve University (Inspiring Leadership through emotional intelligence certificate), 2015.

## Nagrade i priznanja
„Mozart medalja“ – Posebna nagrada asocijacije „Melody as a dialog among civilization“ (UNESCO) za poseban doprinos u promociji tolerancije i mira među narodima.
Nagrada „Boris Papandopulo“ HNK Ivana pl. Zajca za operu „Pčelica Maja“ (najbolja operna izvedba)
„Porin“ – najbolji album prigodne glazbe – Marko Tolja „Božić u kazalištu“, Orkestar i zbor HNK Ivana pl. Zajca
Nagrada Bugarskog društva skladatelja – najbolja izvedba djela bugarskog autora (Jeka Primorja, 2013.)
Nagrada publike festivala „Riječke ljetne noći“ – za koncert „Rock-filharmonija“
Nominacija za Nagradu hrvatskog glumišta – kategorija najboljeg dirigentskog ostvarenja u operi i mjuziklu (J. Bock: „Guslač na krovu“) (2014.)
Dekanova nagrada – Muzička akademija Zagreb (2015.)
Belvedere International singing competition – Završnica natjecanja, Cape Town, Južna Afrika (2016.)

## Članstvo u udrugama i organizacijama
- Kuturno vijeće Primorsko-goranske županije, član
- Artistic advisory councile, „Melody as dialog among civilisation“ Association, UNESCO, Paris
- International Society for music education (ISME), UNESCO, član
- Hrvatsko društvo glazbenih umjetnika (HDGU), Predsjednik podružnice Rijeka
- Hrvatska udruga orkestralnih i komornih umjetnika (HUOKU)
- Hrvatski sabor kulture (HRSK), županijski selektor za zborove i komorne sastave
- Lions Grand Prix, član međunarodnog ocjenjivačkog suda[1]

## Vanjske poveznice
- https://www.glazba.eu/maestro-igor-vlajnić  Arhivirana inačica izvorne stranice od 1. lipnja 2018. (Wayback Machine)
- http://hnk-zajc.hr/clanhnk/igor-vlajnic/
- http://www.igor-vlajnic.com  Arhivirana inačica izvorne stranice od 12. lipnja 2017. (Wayback Machine)